# Éva Fahidi
Dans le nom hongrois Pusztai-Fahidi Éva, le nom de famille précède le prénom, mais cet article utilise l’ordre habituel en français Éva Pusztai-Fahidi, où le prénom précède le nom.
Éva Fahidi (nom de mariage Éva Pusztai-Fahidi), née le 22 octobre 1925 à Debrecen et morte le 11 septembre 2023 à Budapest, est une rescapée de la Shoah et écrivaine hongroise. Elle survit à la déportation au camp de concentration et d'extermination d'Auschwitz-Birkenau, puis au travail forcé dans un camp satellite de Buchenwald.

## Biographie
Éva Fahidi grandi dans une famille juive hongroise de classe moyenne supérieure à Debrecen. Le 14 mai 1944, elle est dans les wagons à bestiaux qui arrivent au camp de concentration et d'extermination d'Auschwitz-Birkenau. Déportée avec sa famille, le médecin SS Josef Mengele la sélectionne pour le travail forcé. Éva Fahidi perd sa sœur, sa mère et son père dans le camp d'Auschwitz.
Après sa libération en 1945, elle retourne en Hongrie puis rejoint les Hongrois communistes pour construire une société meilleure, comme ouvrière dans l’industrie. Grâce à sa connaissance de la langue française, elle devient la responsable de la politique étrangère de l'acier hongrois.
Comme beaucoup d'autres survivants de la Shoah, elle reste silencieuse pendant de très nombreuses années, puis elle a commence à écrire sur les circonstances de la déportation des Juifs hongrois. En 1990, elle accepte l'invitation des anciens prisonniers à Stadtallendorf et visite le mémorial d'Auschwitz en 2004. 
Son livre Anima Rerum (publié en 2004) est traduit en allemand en 2011. Éva Fahidi est l'une des dernières survivantes de la Shoah.
Le 11 avril 2019, elle est nommée citoyenne d'honneur de la ville de Weimar.

## Ouvrages
- L'âme des choses. Traduit du hongrois par Doris Fischer, éd. Au nom du Comité international d'Auschwitz , Berlin, et la Résistance allemande Mémorial Center, Berlin, Lukas maison d'édition 2011  (ISBN 978-3-86732-098-6).
- Anima Rerum : un dolgok Lelke. Budapest, Tudomány Kiadó, 2005  (ISBN 9789638194510).
- Le secret de la réconciliation est la mémoire. Documentation des Journées Internationales de la rencontre à Stadtallendorf, sous-camp Münch moulin, Nobel; du 21 au 26 octobre 1990 Autorité responsable de la ville, Stadtallendorf 1991